# Leyland Line
Pour les articles homonymes, voir Leyland.
Leyland Line était une compagnie maritime britannique en activité de 1873 à 1935.

## Histoire
La date de lancement déduite de Leyland Line serait 1851, lorsque M. Bibby lance ses services de transport maritime en Méditerranée. Son activité s'est développée sur les routes nord-atlantiques. En 1873, Frederick Leyland, associé de John Bibby & Sons, prend le contrôle de la société, et la renomme Leyland Line. Elle se distingue en étant la première compagnie à offrir exclusivement des accommodations de première classe. Frederick Leyland bâtit une fortune sur cette activité maritime, et devient un important collectionneur d'art d'avant-garde.
Frederick Leyland décède en 1892. En 1900, Frederick Leyland rachète la West India & Pacific Steamship Company (22 bateaux à vapeur) qui dessert l'Asie-Pacifique et la côte nord-américaine. En 1902, alors que la compagnie est l'une des plus importantes compagnies de paquebots, elle est ajoutée en même temps que White Star Line à l'International Mercantile Marine Co., un trust maritime fondé à l'initiative de John Pierpont Morgan.
Lorsque le trust se sépare de ses compagnies non américaines au milieu des années 1920, Leyland Line perd ses derniers navires à passagers en 1927. En 1935, le dernier navire de la compagnie est vendu.
Les navires de la Leyland Line portaient généralement un nom en -an (Armenian, Virginian) et arboraient une cheminée rose à manchette noire. L'un des plus célèbres est le Californian, qui s'est trouvé au cœur d'une polémique pour avoir été proche du lieu du naufrage du Titanic et n'avoir pas prêté assistance au paquebot. En février 1918, le S.S. Philadelphian est coulé en mer à la suite d'une attaque armée.

## Galerie

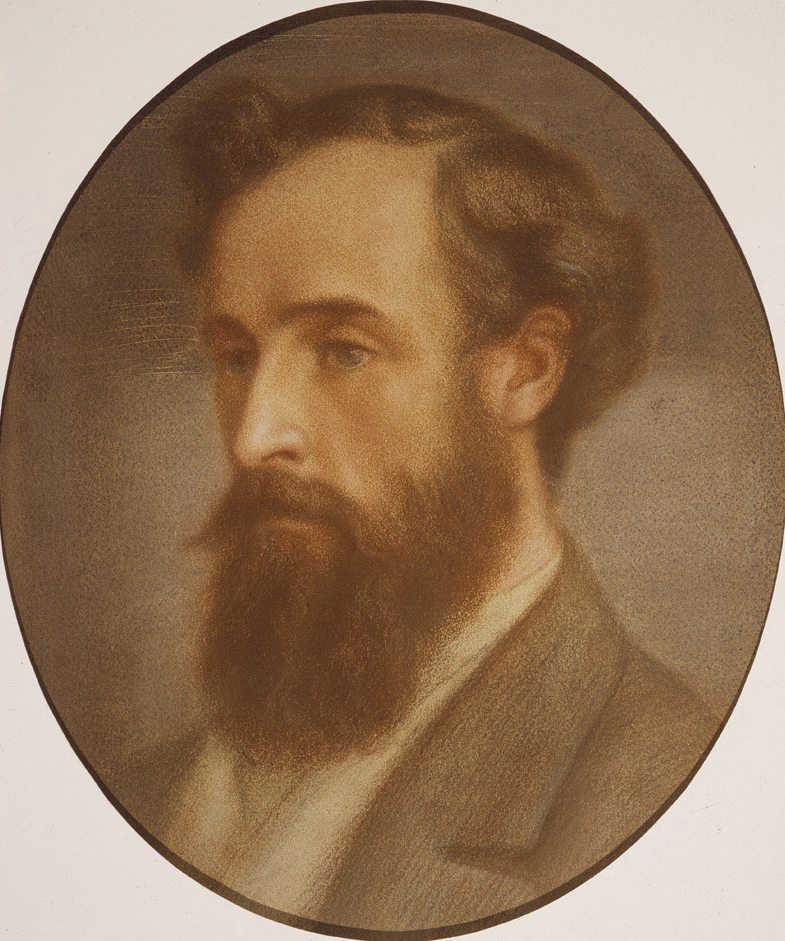
Portrait de Frederick Leyland (1879).
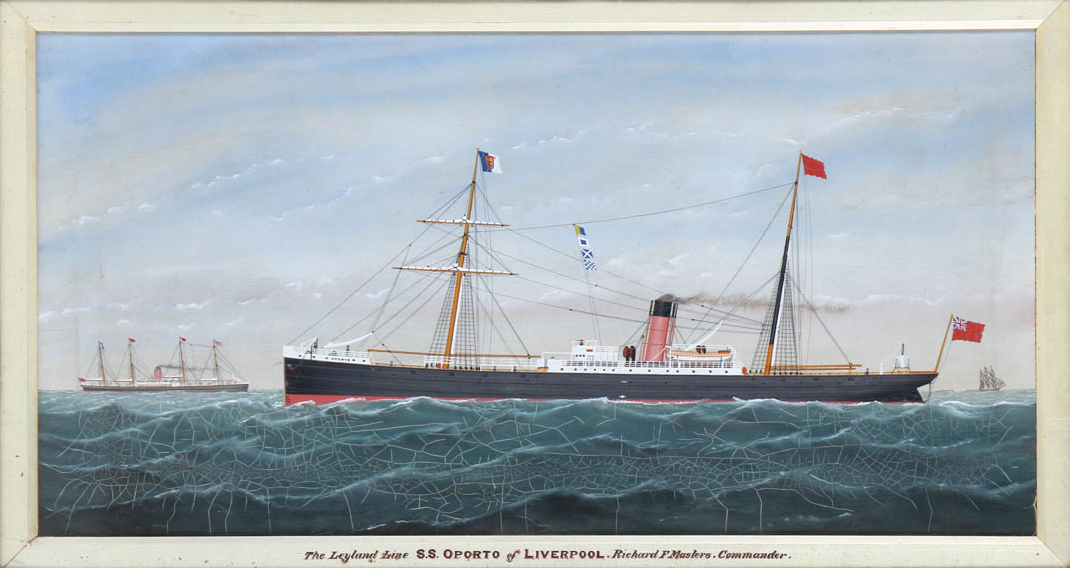
Le S.S. Oporto de Liverpool.
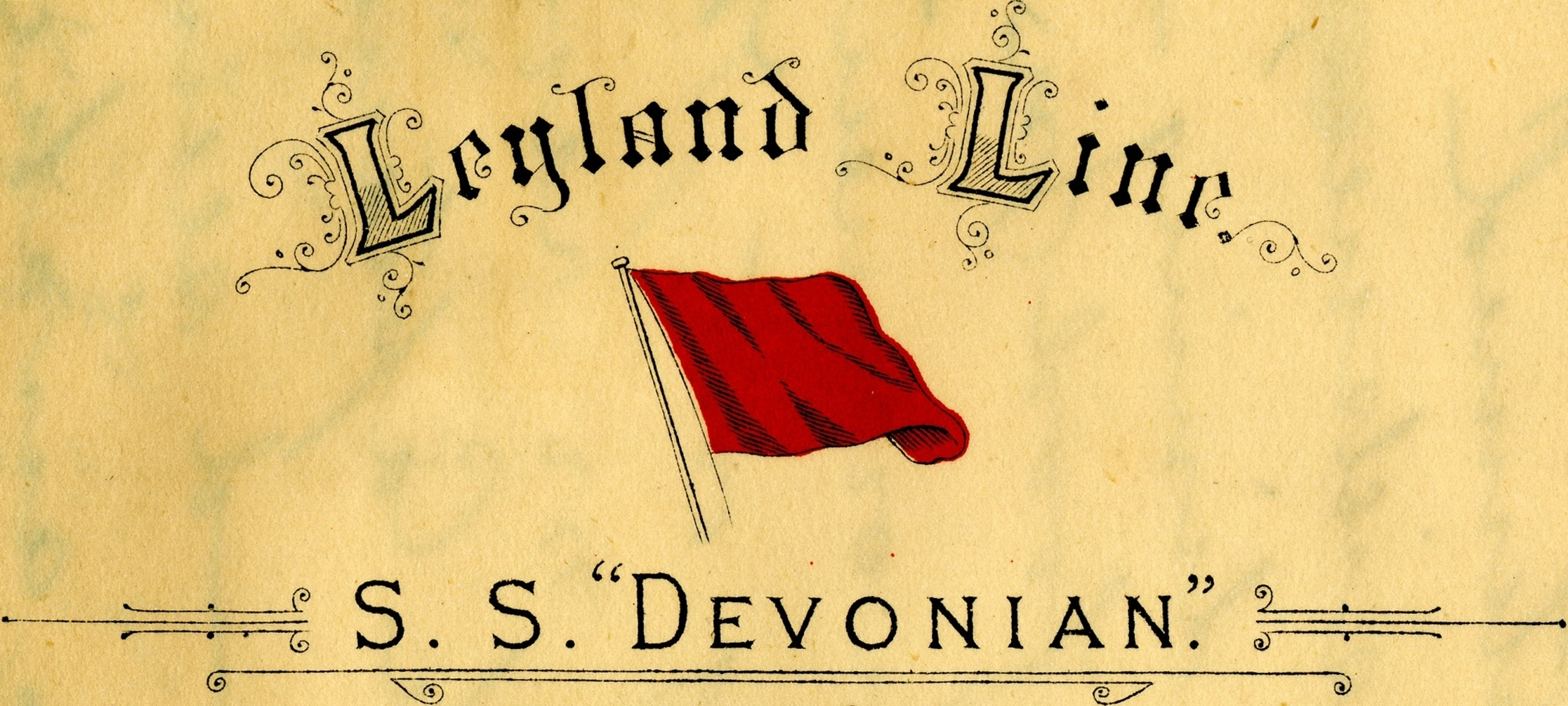
Leyland Line, 1912